# Calamophyton
Calamophyton é um gênero extinto de árvore, ou "planta do tamanho de uma árvore", que existia no período Devoniano Médio. Em 2024, uma floresta fossilizada e bem preservada de árvores Calamophyton descoberta em Somerset, Inglaterra, representa a mais antiga floresta conhecida.

## Descoberta
O gênero foi estabelecido em 1926 a partir de espécimes coletados por R. Kräusel & H. Weyland, em Hardberg e Kirberg, Renânia, Alemanha, que identificaram a espécie-tipo Calamophyton primaevum. Uma segunda espécie, C. renieri, foi descrita por Suzanne Leclercq na Bélgica em 1940; uma terceira, C. bicephalum, também encontrada na Bélgica, por Leclercq e H. Andrews em 1960; e uma quarta, C. forbesii, no Arenito Mapleton, Maine, Estados Unidos, por James M. Schopf em 1964. Desde então, tem sido sugerido que C. primaevum e C. bicephalum podem ser a mesma espécie. Todos os espécimes datam do Devoniano Médio, cerca de 385 a 395 milhões de anos atrás.

## Descrição
O gênero foi descrito como tendo uma morfologia incomum — e extraordinariamente complexa — superficialmente semelhante a uma palmeira. Os espécimes têm entre 0,8 e 4 metros de altura. Como outros cladoxilopsídeos, o tronco da árvore era oco e composto de vários fios longitudinais interconectados de material lenhoso vascular (xilema). À medida que os feixes de xilema cresciam em diâmetro, eles se separavam uns dos outros perto do ápice do tronco, limitando assim a altura total. O ápice do tronco era abobadado em vez de afilado e, assim como a base do tronco, mais largo do que a seção média. Alguns troncos podem ter se bifurcado.
Calamophyton não tinha folhas, mas sim pequenos ramos que consistiam em estruturas semelhantes a galhos que cresciam apenas no ápice ou próximo a ele, e que eram o local da fotossíntese da planta. À medida que o tronco crescia, os ramos inferiores semelhantes a frondes eram eliminados; uma árvore madura poderia, no decorrer de seu crescimento, eliminar de 700 a 800 ramos, criando um tapete espesso de galhos em decomposição no solo abaixo, com poucas plantas de sub-bosque observadas. Enquanto outros cladoxilopsídeos perdem seus galhos suavemente, o Calamophyton deixa pequenos tocos no tronco.
O sistema radicular consistia de várias centenas a mais de mil raízes em forma de cinta, com não mais do que alguns milímetros de diâmetro e várias centenas de milímetros de comprimento. As raízes eram aproximadamente retas, não se dividiam e se estendiam quase diretamente para baixo no solo. O registro fóssil indica que, apesar de seu pequeno diâmetro, elas eram rígidas e resistentes. O Calamophyton não se reproduzia por sementes, mas por esporos, uma das várias características que sugerem uma relação com a Pteridophyta.

## Floresta mais antiga conhecida
Em março de 2024, paleontólogos relataram a descoberta de uma floresta fóssil intacta de árvores Calamophyton na Formação Hangman Sandstone em Minehead, Somerset, Inglaterra. Na data do relatório, é a floresta mais antiga já descoberta. Com uma idade de 390 milhões de anos, a floresta é anterior ao exemplo mais antigo conhecido anteriormente — um sistema radicular provavelmente pertencente a Archaeopteris, descoberto em 2009 perto do Cairo, Nova York — em cerca de quatro milhões de anos. No período Devoniano Médio, quando a floresta de Calamophyton estava viva, a região de Somerset teria sido adjacente à Alemanha e à Bélgica.
De acordo com Christopher Berry, um dos cientistas envolvidos na descoberta, a preservação da floresta fóssil de Calamophyton, com árvores ainda nas posições em que cresceram, permite um exame direto e sem precedentes da ecologia local. De interesse especial é o sistema sedimentar, no qual as plantas são vistas capturando e estabilizando sedimentos fluviais.